# ジョン・オールコック

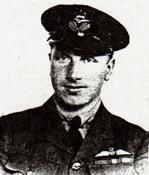
ジョン・オールコック

サー・ジョン・ウィリアム・オールコック KBE（Sir John William Alcock KBE、1892年11月5日- 1919年12月18日）はイギリス空軍の将校で、アーサー・ブラウンとともに1919年6月14日、カナダのニューファンドランド島のセントジョンからアイルランドのクリフデンまでの大西洋無着陸横断飛行に初めて成功した。
ビッカース・ビミー改造機で16時間12分で3186 kmを飛行した。デイリー・ミラー紙の大西洋横断飛行の賞金￡10,000を獲得した。
Seymourに生れた。17歳の時から航空に興味をもち、第一次世界大戦ではトルコで爆撃機に乗って撃墜され捕虜となった。大西洋横断飛行に成功するとナイトの称号をえた。

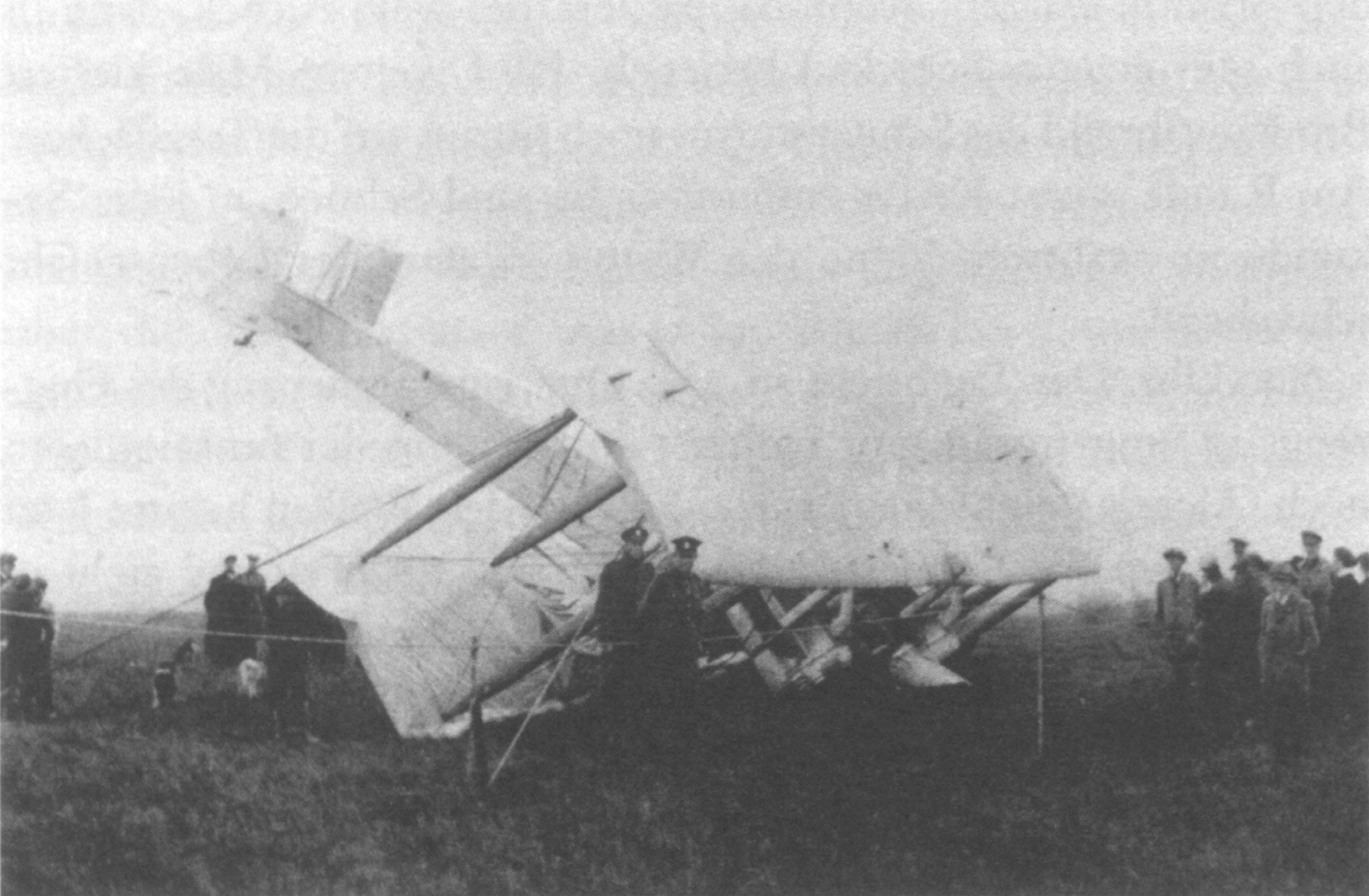
アイルランドに到着したビッカース・ヴィミー

横断に成功した後、新しい水陸両用機ビッカース・バイキングで第一次大戦後初のパリの航空ショーに参加するための飛行中、霧のためノルマンディの近くで墜落、木に衝突し死亡した。